# Darnebeck
Darnebeck ist ein Ortsteil der Gemeinde Beetzendorf im Altmarkkreis Salzwedel in Sachsen-Anhalt.

## Geographie
Darnebeck, ein leicht gebogenes kurzes Straßendorf mit Kirche, liegt vier Kilometer südlich von Beetzendorf und sieben Kilometer nordwestlich der Stadt Klötze in der Altmark am Alten Wasser, einem Zufluss der Jeetze.
Nachbarorte sind Tangeln im Westen, Wohlgemuth und Beetzendorf im Norden, Jeeben im Nordosten, Bandau im Osten, Ristedt im Süden und Neu-Ristedt im Südwesten.

## Geschichte

### Mittelalter bis 19. Jahrhundert
Das Dorf wurde im Jahre 1357 als Darnebeck  erstmals urkundlich erwähnt, als die von Bartensleben dem Markgrafen Ludwig Hebungen aus verschiedenen Dörfern geben. Weitere Nennungen sind 1420 dacz dorff czu dermbecke, 1500 darmke, 1608 Dernebegk, 1687 Darnebeck sowie auch 1804 Darnebeck, ein Dorf mit einem Rademacher.
Das Dorf brannte 1837 fast ganz ab. Im Jahre 1838 wurde der Lehrer Carl August Klaer als Küster und Schullehrer der neu „fundierten“ Schulstelle in Darnebeck bestellt.
Das Großsteingrab Darnebeck wurde spätestens im 19. Jahrhundert zerstört.

### Herkunft des Ortsnamens
Jürgen Udolph führt den Ortsnamen auf das germanische Wort „darni“ für „heimlich“ zurück. Der Ortsname könnte „verborgener Bach“ bedeuten.

### Eingemeindungen
Ursprünglich gehörte das Dorf zum Salzwedelischen Kreis der Mark Brandenburg in der Altmark, 1807 bis 1808 zum Kanton Klötze, anschließend bis 1813 zum Kanton Jübar im napoleonischen Königreich Westphalen. Nach weiteren Änderungen kam es 1816 in den Kreis Salzwedel, den späteren Landkreis Salzwedel im Regierungsbezirk Magdeburg in der Provinz Sachsen in Preußen.
Am 20. Juli 1950 wurde die bis dahin eigenständige Gemeinde Darnebeck aus dem Landkreis Salzwedel die Gemeinde Jeeben eingemeindet.
Nach der Eingemeindung der Gemeinde Jeeben in Beetzendorf am 1. Januar 2009 wurde Darnebeck ein Ortsteil der Gemeinde Beetzendorf.

### Einwohnerentwicklung
| Jahr | Einwohner |
| ---- | --------- |
| 1734 | 83        |
| 1774 | 96        |
| 1789 | 77        |
| 1798 | 95        |
| 1801 | 96        |
| 1818 | 73        |

| Jahr | Einwohner |
| ---- | --------- |
| 1840 | 104       |
| 1864 | 110       |
| 1871 | 109       |
| 1885 | 117       |
| 1892 | [00]116   |
| 1895 | 120       |

| Jahr | Einwohner |
| ---- | --------- |
| 1900 | [00]111   |
| 1905 | 113       |
| 1910 | [00]119   |
| 1925 | 157       |
| 1939 | 114       |
| 1946 | 180       |

| Jahr | Einwohner |
| ---- | --------- |
| 2015 | [00]53    |
| 2018 | [00]50    |
| 2020 | [00]50    |
| 2021 | [00]48    |
| 2022 | [00]48    |
| 2023 | [0]47     |

Quelle, wenn nicht angegeben, bis 1946

## Religion
Die evangelische Kirchengemeinde Darnebeck, die früher zur Pfarrei Jeeben gehörte, wird heute betreut vom Pfarrbereich Beetzendorf im Kirchenkreis Salzwedel im Bischofssprengel Magdeburg der Evangelischen Kirche in Mitteldeutschland.

## Kultur und Sehenswürdigkeiten
Die Dorfkirche in Darnebeck ist kleiner Ziegelfachwerkbau aus dem Jahre 1865 mit einer spätgotischen Glocke. Das Bauwerk endet in einem fünfseitigen Schluss und trägt einen Dachreiter über dem Westteil. Eine Instandsetzung des Inneren erfolgte in den Jahren 1992/93. Innen ist das Bauwerk flachgedeckt mit einer 1931 eingebauten Westempore.
Ein Schnitzaltarretabel stammt aus der Mitte des 15. Jahrhunderts, die Figuren sind zum Teil älter, möglicherweise aus der Mitte des 14. Jahrhunderts; sie wurden vermutlich aus einer Nachbargemeinde hierher gebracht. Im Mittelschrein ist eine geschnitzte Figurengruppe aus Anna selbdritt zwischen den beiden seitlich sitzenden Heiligen Katharina und Barbara sowie den beiden stehenden Ritterheiligen Mauritius und Georg zu sehen. In den Flügeln sind links die Heiligen Stephanus, Nikolaus (?) und Laurentius, rechts ein Relief mit der Anbetung der Heiligen Drei Könige dargestellt. Auf dem Schrein ist ein nicht zugehöriges Kruzifix zwischen zwei vollplastischen Schnitzfiguren (Johannes der Evangelist und Muttergottes) aus der Zeit um 1500 zu sehen. Die übrige Ausstattung stammt aus der Zeit um 1866.

## Sage aus Darnebeck
Alfred Pohlmann überlieferte 1901 eine Sage über eine spukende schwarze Sau mit ihren 63 Ferkeln, die sich an einem großen Feldstein auf einem Fußsteig zwischen Darnebeck und Ristedt aufhielt. Sie stellte sich den zur Nachtzeit Vorübergehenden in den Weg. Ihre Ferkel bildeten einen Kreis um den Wanderer, kletterten an ihm hoch und quälten ihn, bis er wahnsinnig oder tot war. Es soll an der Stelle ein Mord an einer armen Witwe und ihren 7 Kindern verübt worden sein. Hanns H. F. Schmidt erzählte die Sage im Jahre 1994 unter dem Titel „Unheimliche Schweinerei“ nach. Er ergänzte, dass der Findling inzwischen zerschlagen wurde.